# Rose-Alexandrine Barreau
Rose Barrau, également connue comme Liberté Barreau ou Rose Alexandrine Barreau, née en mai 1773 à Sémalens et morte le 24 janvier 1843 à Avignon, est une femme-soldat de l'Armée française de la Première République. Elle est connue pour sa participation aux combats contre l'Empire espagnol, près de Biriatou en juillet 1793.

## Biographie
Rose Barrau naît en mai 1773 à Sémalens, dans l'actuel département du Tarn, en France. Elle épouse François Layrac le 5 mars 1792, et s'engage aux côtés de son frère Cyprien Barreau et son nouveau mari dans le 2e bataillon du Tarn dans l'armée de la Première République française. Elle se travestit en homme et prend une identité masculine; Elle est enregistrée sous le nom de Liberté Barreau, fils de Jacques et de Jeanne Barreau. Rose Barrau et le reste du bataillon sont par la suite regroupés dans la 63e demi-brigade.
C'est lors d'une incursion de l'Empire espagnol en France à Biriatou en juillet 1793 qu'elle se fait remarquer. Son unité, commandée par Théophile Corret de la Tour d'Auvergne, est attaquée par les forces espagnoles. D'abord, Barreau est témoin de la mort de son frère, puis son mari est grièvement blessé. Elle avance alors avec les autres fantassins, avant de se précipiter dans le feu de l'ennemi, où elle vide sur eux son mousquet. À court de munitions, elle charge l'ennemi avec son sabre.
Après la bataille, elle retrouve son mari et soigne ses blessures. Après un an et deux mois de service, Barreau reçoit son congé de l'infanterie, car sa situation se complique alors qu'elle est enceinte de six mois. La Convention nationale lui accorde 300 livres tournois en reconnaissance de ses services, et les années suivantes, elle reste dans le train à la suite de l'armée où son mari continue à servir. Elle a été décrite comme un héros national dans les Annales du Civisme et de la Vertu de 1793. Barreau reçoit une pension militaire en 1806, et en 1809, elle est mère de cinq enfants. Après être tombée malade, elle demande un traitement de vétéran, il faut attendre 1832 pour qu'elle et son mari soient admis aux Invalides d'Avignon où il décèdera. Elle y meurt le 24 janvier 1843.

## Héritage culturel
- Léon Hennet, historien, fonctionnaire aux Archives administratives du Ministère de la guerre, a écrit un article à son sujet dans la Revue du Tarn de janvier 1908: « Une femme soldat. Rose Barreau, de Sémalens, Tarn, volontaire de la République en 1793 ».
- Le poète puylaurentais Victor Batut lui a dédié un poème en occitan.
- Le photographe tarnais, Arthur Batut, crée un portrait-type de Rose Barrau à partir de photographies de femmes de Sémalens ; ce portrait devait servir de support à la création d'un buste qui n'a jamais été réalisé par manque de subvention.
- Une exposition intitulée « Rose Barrau, femme soldat de la République » lui a été consacrée dans sa ville natale en avril mai 2018.